# Инозит (завод)
Химико-фармацевтический завод "Инозит" — советская  частная компания. Полное наименование — Акционерное общество химико-фармацевтического завода "Инозит". Штаб-квартира компании располагалась в Москве.

## История

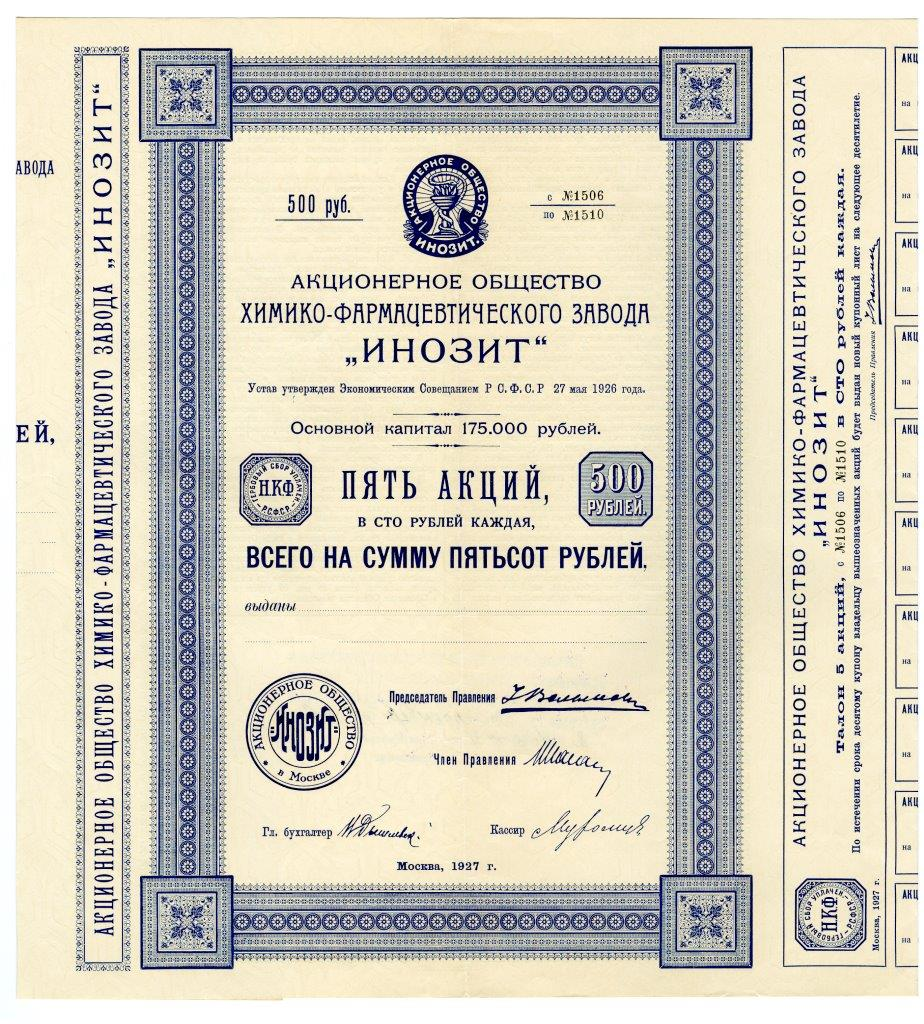
Пять акций в 100 руб. каждая всего на сумму 500 руб. Акционерного общества химико-фармацевтического завода "Инозит". Москва, 1927 г.

Компания основана в 1927 году, в разгар НЭПа. Химико-фармацевтическое производство нэпмана И. А. Волынского, названное именем химического соединения - органического вещества, одного из витаминов группы В,  располагалось в Замоскворечье, на пересечении Раушской набережной с улицей Садовнической, в помещениях, до революции принадлежавших семье знаменитого «водочного короля» Петра Смирнова
Как сказано в параграфе 1 Устава компании, основной капитал которой составлял 175 тыс. советских рублей, поделенных на 1750 акций в 100 руб. каждая:

Для расширения и развития принадлежавшего И. А. Волынскому химико-фармацевтического завода "Инозит" по производству фосфорно-питательных препаратов фитина - инозит, глицерофосфата, медицинских пивных дрожжей и других препаратов, разрешенных заводу к производству, для производства химических, москательных, хозяйственных товаров, предметов санитарии и гигиены, а также наряду с этим для торговли всеми этими товарами как своего, так и чужого производства, учреждается "Акционерное общество химико-фармацевтического завода "Инозит".
Кроме того, как явствует из рекламных объявлений предприятия того времени, завод "Инозит" по желанию клиентов осуществлял «таблетирование препаратов из материалов заказчика», а также выпускал не только фитин, но и некоторые другие препараты фосфорной группы: «Препараты химико-фармацевтического производства «Инозит»: глицерофосфат «Инозит» — при неврастении, фосфатурии, невралгии, мигрени, рахите и вообще при слабости нервной системы».
После окончательного свертывания НЭПа в начале 30-х гг. XX в. следы Акционерного общества химико-фармацевтического завода "Инозит", как и его собственника Иосифа Волынского, теряются.